# آگاش‌ادی‌هازا
آگاش‌اِدْیْ‌هازا (به مجاری: Ágasegyháza) یک منطقهٔ مسکونی در مجارستان است که در ناحیه کچکمت واقع شده‌است. آگاش‌ادی‌هازا ۵۵٫۸۷ کیلومتر مربع مساحت و ۱٬۹۲۰ نفر جمعیت دارد.